# 湯姆·雷曼
湯姆·雷曼（Tom Lehman, 1959年3月7日 - ）是一位美國職業高爾夫球選手。出生在明尼蘇達州奧斯汀。他是1996年PGA巡迴賽年度最佳球員。同時曾擔任2006年萊德盃美國隊隊長。曾經在1996年奪下當年的英國公開賽冠軍。

## 外部連結
- PGA巡迴賽網站上的介紹 （页面存档备份，存于）